# FK Charkiv
FK Charkiv (Oekraïens: ФК «Харків») is een Oekraïense voetbalclub uit Charkiv. De club werd in 1998 opgericht als Arsenal Charkov en nam in 2005 de huidige naam aan.
In 2000 en 2001 eindigde Arsenal 4de in de 3de klasse, na de 2de plaats in 2002 promoveerde de club naar de 2de klasse. Na 2 seizoenen in de middenmoot werd Arsenal vicekampioen en promoveerde zo voor het eerst naar de hoogste klasse Hierna werd de clubnaam FK Charkiv. Arsenal bleef ook bestaan op het derde niveau tot de club zich in 2009 terugtrok uit de Droeha Liha.
Het eerste seizoen in de hoogste klasse was een strijd tegen de degradatie. Na de laatste speeldag stond FK Charkiv gedeeld voorlaatste met Kryvbas Kryvy Rih en Volyn Loetsk. Het was Loetsk dat degradeerde en Charkiv kreeg een 2de kans. In 2009 werd de club afgetekend laatste en degradeerde. Ook 2010 eindigde in een degradatie. Nadat ze valse documenten ingediend hadden bij de Oekraïense voetbalfederatie moesten ze hun proflicentie afgeven en konden ze ook niet in de derde klasse van start gaan.

## Statistieken

### Arsenal Charkov (1999–2005)
| Seizoen | Div.   | Pos. | Pl. | W  | D | L  | GS | GA | P  | Beker                     | Europa | Europa | Noten                       |
| ------- | ------ | ---- | --- | -- | - | -- | -- | -- | -- | ------------------------- | ------ | ------ | --------------------------- |
| 1999-00 | 3e "C" | 4    | 26  | 15 | 4 | 7  | 24 | 13 | 49 | 1/4 finale, 2e League Cup |        |        |                             |
| 2000–01 | 3e "C" | 4    | 30  | 15 | 7 | 8  | 55 | 27 | 52 | 1/4 finale, 2e League Cup |        |        |                             |
| 2001–02 | 3e "C" | 2    | 34  | 22 | 6 | 6  | 52 | 23 | 72 | R2                        |        |        | Promotie                    |
| 2002–03 | 2e     | 9    | 34  | 13 | 7 | 14 | 38 | 42 | 46 | 1/8 finale                |        |        |                             |
| 2003–04 | 2e     | 7    | 34  | 15 | 7 | 12 | 41 | 40 | 52 | 1/32 finale               |        |        |                             |
| 2004–05 | 2e     | 2    | 34  | 23 | 4 | 7  | 47 | 24 | 73 | 1/32 finale               |        |        | Promotie, licentie verkocht |

### FK Charkov (2005-2010)
| Seizoen | Div. | Pos. | Pl. | W | D | L  | GS | GA | P  | Beker       | Europa | Europa | Noten                       |
| ------- | ---- | ---- | --- | - | - | -- | -- | -- | -- | ----------- | ------ | ------ | --------------------------- |
| 2005–06 | 1e   | 13   | 30  | 9 | 6 | 15 | 29 | 36 | 33 | 1/16 finale |        |        |                             |
| 2006–07 | 1e   | 12   | 30  | 8 | 9 | 13 | 26 | 38 | 33 | 1/8 finale  |        |        |                             |
| 2007–08 | 1e   | 14   | 30  | 6 | 9 | 15 | 20 | 32 | 27 | 1/16 finale |        |        |                             |
| 2008–09 | 1e   | 16   | 30  | 2 | 9 | 19 | 19 | 50 | 12 | 1/8 finale  |        |        | Degradatie                  |
| 2009–10 | 2e   | 17   | 34  | 3 | 5 | 26 | 23 | 76 | 14 | 1/16 finals |        |        | Degradatie (teruggetrokken) |

### Arsenal Charkov (2005–2009)
| Seizoen | Div.   | Pos. | Pl. | W  | D  | L  | GS | GA | P  | Beker       | Europa | Europa | Noten               |
| ------- | ------ | ---- | --- | -- | -- | -- | -- | -- | -- | ----------- | ------ | ------ | ------------------- |
| 2005–06 | 3e "B" | 10   | 24  | 9  | 3  | 12 | 35 | 44 | 30 | 1/64 finale |        |        | [ 2 ]               |
| 2006–07 | 3e "B" | 9    | 28  | 10 | 4  | 14 | 35 | 42 | 35 | 1/32 finale |        |        |                     |
| 2007–08 | 3e "B" | 3    | 34  | 21 | 8  | 5  | 62 | 20 | 71 | 1/32 finale |        |        |                     |
| 2008–09 | 3e "B" | 12   | 34  | 11 | 10 | 13 | 36 | 47 | 40 | 1/64 finale |        |        | –3 – Teruggetrokken |